# Giacomo Ricci

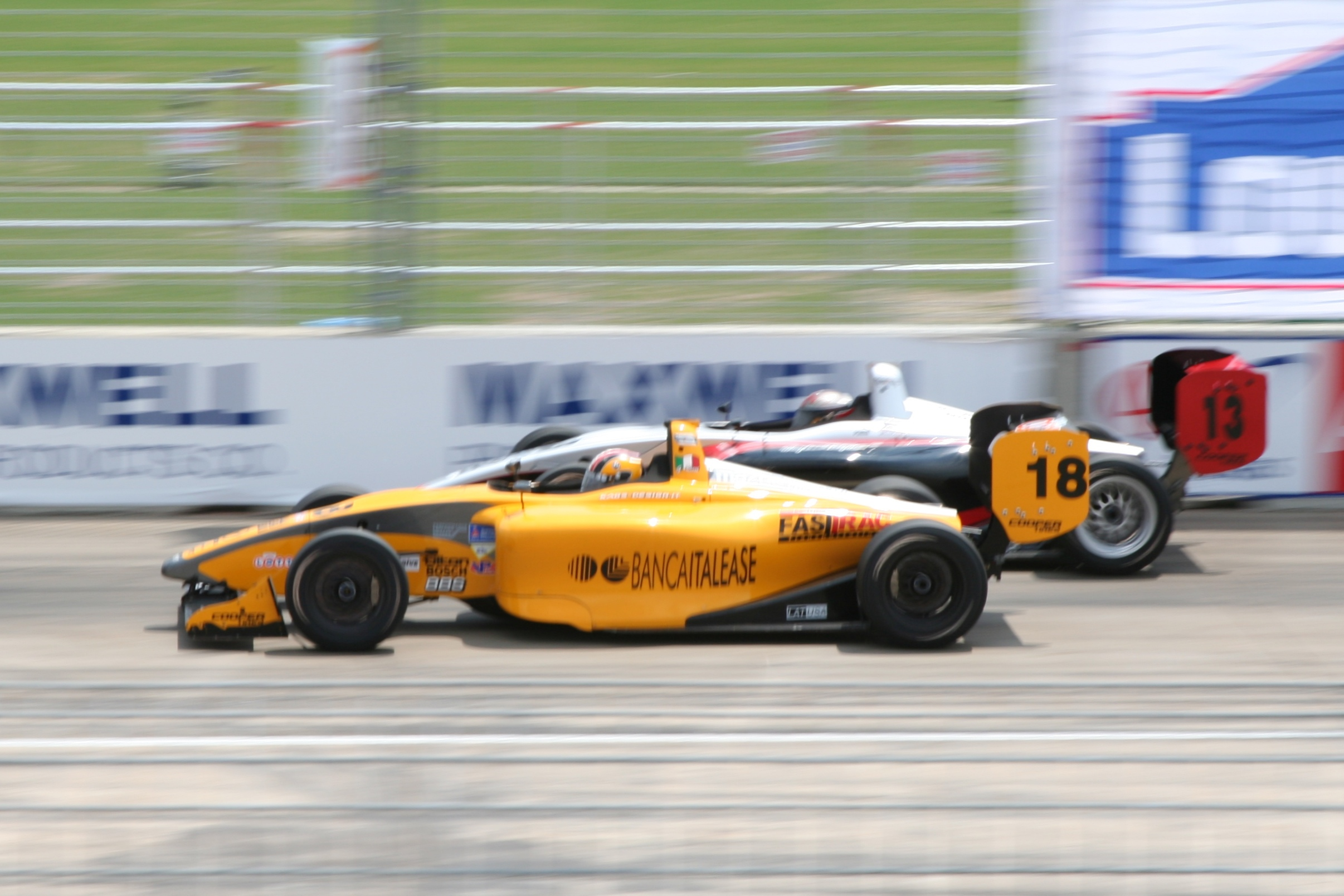
Ricci in de Champ Car Atlantic (Houston), 2007

Giacomo Ricci (Milaan, 30 maart 1985) is een Italiaans autocoureur die anno 2009 in de GP2 rijdt.

## Loopbaan
- 2001: Formule BMW ADAC, team CTS-Motorsport (1 overwinning).
- 2001: Formule Renault 2.0 Italië, team Toby Fortec Racing (1 race).
- 2002: Formule Renault 2.0 Duitsland, team SL Formula Racing (8 races).
- 2002: Eurocup Formule Renault 2.0, team KUG Motorsport (6 races).
- 2002: Formule BMW ADAC, team KUG-DeWalt Racing (6 races).
- 2003: Formule Junior 1600 Spanje, team onbekend.
- 2003: Fran-Am 2000 Winter World Championship, team Team Italia (1 race).
- 2004: World Series by Nissan, team Vergani Racing (8 races).
- 2004: Euro Formule 3000, team Power Tech (4 races).
- 2005: Italiaanse Formule 3-kampioenschap, team Astromega (3e in kampioenschap).
- 2006: Euroseries 3000, team Fisichella Motor Sport International (5 overwinningen, kampioen).
- 2007: Euroseries 3000, teams G-Tec en ELK Motorsport (6 races).
- 2007: Champ Car Atlantic, team Conquest Racing.
- 2008: GP2, team David Price Racing (4 races).
- 2008: International GT Open, teams GPC Sport en Villois Racing (1 overwinning).
- 2008: Italiaanse Formule 3-kampioenschap, team BVM - Target Racing Srl (2 races).
- 2008: International Formula Master, team Euronova Racing (2 races).
- 2008-09: GP2 Asia Series, teams Trident Racing en David Price Racing.
- 2009: GP2, team David Price Racing (7 races).
- 2009-10: GP2 Asia Series, team David Price Racing.

## GP2 resultaten
| Jaar | Inschrijving       | 1          | 2          | 3          | 4          | 5          | 6          | 7          | 8           | 9       | 10      | 11      | 12      | 13      | 14      | 15      | 16      | 17      | 18      | 19      | 20      | Rang | Punten |
| ---- | ------------------ | ---------- | ---------- | ---------- | ---------- | ---------- | ---------- | ---------- | ----------- | ------- | ------- | ------- | ------- | ------- | ------- | ------- | ------- | ------- | ------- | ------- | ------- | ---- | ------ |
| 2008 | David Price Racing | ESP FEA 16 | ESP SPR NF | TUR FEA NF | TUR SPR 11 | MON FEA    | MON SPR    | FRA FEA    | FRA SPR     | GBR FEA | GBR SPR | GER FEA | GER SPR | HUN FEA | HUN SPR | EUR FEA | EUR SPR | BEL FEA | BEL FEA | ITA FEA | ITA SPR | 31   | 0      |
| 2009 | David Price Racing | ESP FEA NF | ESP SPR 15 | MON FEA 14 | MON SPR NF | TUR FEA NF | TUR SPR NF | GBR FEA 17 | GBR SPR DNS | GER FEA | GER SPR | HUN FEA | HUN SPR | VAL FEA | VAL SPR | BEL FEA | BEL FEA | ITA FEA | ITA SPR | POR FEA | POR SPR | 27   | 0      |